# Wahlkreis Bergamo (Camera dei deputati)
Der Wahlkreis Bergamo war von 1993 bis 2005 und ist seit 2017 wieder ein Wahlkreis (italienisch collegio elettorale) für die Wahl der Abgeordnetenkammer.

## Von 1993 bis 2005

### Wahlkreisgebiet
Der Wahlkreis umfasste die Gemeinde Bergamo.

### Wahlergebnisse

#### Parlamentswahl 1994

##### Direktstimmen
| Kandidaten               | Kandidaten               | Parteien                                 | Stimmen | %    |
| ------------------------ | ------------------------ | ---------------------------------------- | ------- | ---- |
|                          | Roberto Calderoligewählt | Polo delle Libertà (FI – LN – CCD – UdC) | 42.797  | 47,4 |
|                          | Gian Gabriele Vertova    | Progressisti                             | 18.309  | 20,3 |
|                          | Silvana Santisi Saita    | Patto per l’Italia                       | 16.247  | 18,0 |
|                          | Mirko Tremaglia          | Alleanza Nazionale                       | 9.077   | 10,0 |
|                          | Stefano Paoli            | Lista Marco Pannella – Riformatori       | 3.933   | 4,4  |
| Gesamt                   | Gesamt                   | Gesamt                                   | 90.363  | 100  |
|                          |                          |                                          |         |      |
| Ungültige Stimmen        | Ungültige Stimmen        | Ungültige Stimmen                        | 3.370   | 3,6  |
| Wähler                   | Wähler                   | Wähler                                   | 93.733  | 93,6 |
| Wahlberechtigte          | Wahlberechtigte          | Wahlberechtigte                          | 100.145 |      |
|                          |                          |                                          |         |      |
| Quelle: Innenministerium |                          |                                          |         |      |

##### Listenstimmen
| Parteien                             | Parteien                  | Parteien                           | Stimmen | %    |
| ------------------------------------ | ------------------------- | ---------------------------------- | ------- | ---- |
|                                      | Polo delle Libertà        | Lega Nord                          | 19.926  | 22,0 |
| Forza Italia                         | Polo delle Libertà        | 19.265                             | 21,2    |      |
| ↳ Gesamt                             | Polo delle Libertà        | 39.191                             | 43,2    |      |
|                                      | Patto per l’Italia        | Partito Popolare Italiano          | 11.092  | 12,2 |
| Patto Segni                          | Patto per l’Italia        | 7.187                              | 7,9     |      |
| ↳ Gesamt                             | Patto per l’Italia        | 18.279                             | 20,1    |      |
|                                      | Alleanza dei Progressisti | Partito Democratico della Sinistra | 7.967   | 8,8  |
| Partito della Rifondazione Comunista | Alleanza dei Progressisti | 3.364                              | 3,7     |      |
| Federazione dei Verdi                | Alleanza dei Progressisti | 3.278                              | 3,6     |      |
| La Rete                              | Alleanza dei Progressisti | 2.028                              | 2,2     |      |
| Partito Socialista Italiano          | Alleanza dei Progressisti | 1.049                              | 1,2     |      |
| ↳ Gesamt                             | Alleanza dei Progressisti | 17.686                             | 19,5    |      |
|                                      | Alleanza Nazionale        | Alleanza Nazionale                 | 8.262   | 9,1  |
|                                      | Lista Marco Pannella      | Lista Marco Pannella               | 5.491   | 6,1  |
|                                      | Lega Alpina Lumbarda      | Lega Alpina Lumbarda               | 1.811   | 2,0  |
| Gesamt                               | Gesamt                    | Gesamt                             | 90.720  | 100  |
|                                      |                           |                                    |         |      |
| Ungültige Stimmen                    | Ungültige Stimmen         | Ungültige Stimmen                  | 3.013   | 3,2  |
| Wähler                               | Wähler                    | Wähler                             | 93.733  | 93,6 |
| Wahlberechtigte                      | Wahlberechtigte           | Wahlberechtigte                    | 100.145 |      |
|                                      |                           |                                    |         |      |
| Quelle: Innenministerium             |                           |                                    |         |      |

#### Parlamentswahl 1996

##### Direktstimmen
| Kandidaten               | Kandidaten             | Parteien                                          | Stimmen | %    |
| ------------------------ | ---------------------- | ------------------------------------------------- | ------- | ---- |
|                          | Mirko Tremagliagewählt | Polo per le Libertà – Comitato Tricolore Italiano | 31.384  | 36,1 |
|                          | Ermanno Piero Gamba    | L’Ulivo                                           | 30.287  | 34,8 |
|                          | Giancarlo Pagliarini   | Lega Nord                                         | 25.292  | 29,1 |
| Gesamt                   | Gesamt                 | Gesamt                                            | 86.963  | 100  |
|                          |                        |                                                   |         |      |
| Ungültige Stimmen        | Ungültige Stimmen      | Ungültige Stimmen                                 | 4.117   | 4,5  |
| Wähler                   | Wähler                 | Wähler                                            | 91.080  | 90,5 |
| Wahlberechtigte          | Wahlberechtigte        | Wahlberechtigte                                   | 100.647 |      |
|                          |                        |                                                   |         |      |
| Quelle: Innenministerium |                        |                                                   |         |      |

##### Listenstimmen
| Parteien                                          | Parteien                             | Parteien                             | Stimmen | %    |
| ------------------------------------------------- | ------------------------------------ | ------------------------------------ | ------- | ---- |
|                                                   | Polo per le Libertà                  | Forza Italia                         | 18.173  | 20,7 |
| Alleanza Nazionale                                | Polo per le Libertà                  | 10.111                               | 11,5    |      |
| CCD – CDU                                         | Polo per le Libertà                  | 3.699                                | 4,2     |      |
| ↳ Gesamt                                          | Polo per le Libertà                  | 31.983                               | 36,5    |      |
|                                                   | Lega Nord                            | Lega Nord                            | 22.622  | 25,8 |
|                                                   | L’Ulivo                              | Partito Democratico della Sinistra   | 9.643   | 11,0 |
| Popolari per Prodi (PPI – SVP – PRI – UD – Prodi) | L’Ulivo                              | 6.991                                | 8,0     |      |
| Rinnovamento Italiano                             | L’Ulivo                              | 5.258                                | 6,0     |      |
| Federazione dei Verdi                             | L’Ulivo                              | 2.906                                | 3,3     |      |
| ↳ Gesamt                                          | L’Ulivo                              | 24.798                               | 28,3    |      |
|                                                   | Partito della Rifondazione Comunista | Partito della Rifondazione Comunista | 5.100   | 5,8  |
|                                                   | Lista Pannella – Sgarbi              | Lista Pannella – Sgarbi              | 2.704   | 3,1  |
|                                                   | Fiamma Tricolore                     | Fiamma Tricolore                     | 506     | 0,6  |
| Gesamt                                            | Gesamt                               | Gesamt                               | 87.713  | 100  |
|                                                   |                                      |                                      |         |      |
| Ungültige Stimmen                                 | Ungültige Stimmen                    | Ungültige Stimmen                    | 3.366   | 3,7  |
| Wähler                                            | Wähler                               | Wähler                               | 91.079  | 90,5 |
| Wahlberechtigte                                   | Wahlberechtigte                      | Wahlberechtigte                      | 100.647 |      |
|                                                   |                                      |                                      |         |      |
| Quelle: Innenministerium                          |                                      |                                      |         |      |

#### Parlamentswahl 2001

##### Direktstimmen
| Kandidaten               | Kandidaten             | Parteien           | Stimmen | %    |
| ------------------------ | ---------------------- | ------------------ | ------- | ---- |
|                          | Mirko Tremagliagewählt | Casa delle Libertà | 39.217  | 48,5 |
|                          | Roberto Bruni          | L’Ulivo            | 32.893  | 40,7 |
|                          | Giuseppe Irrera        | Lista Di Pietro    | 3.906   | 4,8  |
|                          | Giuseppe Anghileri     | Democrazia Europea | 3.206   | 4,0  |
|                          | Maria Lorena Colombo   | Fiamma Tricolore   | 1.610   | 2,0  |
| Gesamt                   | Gesamt                 | Gesamt             | 80.832  | 100  |
|                          |                        |                    |         |      |
| Ungültige Stimmen        | Ungültige Stimmen      | Ungültige Stimmen  | 4.039   | 4,8  |
| Wähler                   | Wähler                 | Wähler             | 84.871  | 86,0 |
| Wahlberechtigte          | Wahlberechtigte        | Wahlberechtigte    | 98.633  |      |
|                          |                        |                    |         |      |
| Quelle: Innenministerium |                        |                    |         |      |

##### Listenstimmen
| Parteien                       | Parteien                             | Parteien                               | Stimmen | %    |
| ------------------------------ | ------------------------------------ | -------------------------------------- | ------- | ---- |
|                                | Casa delle Libertà                   | Forza Italia                           | 22.649  | 27,7 |
| Lega Nord                      | Casa delle Libertà                   | 9.303                                  | 11,4    |      |
| Alleanza Nazionale             | Casa delle Libertà                   | 9.044                                  | 11,1    |      |
| CCD – CDU                      | Casa delle Libertà                   | 1.389                                  | 1,7     |      |
| Nuovo PSI                      | Casa delle Libertà                   | 241                                    | 0,3     |      |
| ↳ Gesamt                       | Casa delle Libertà                   | 42.626                                 | 52,2    |      |
|                                | L’Ulivo                              | La Margherita (Dem – PPI – RI – Udeur) | 14.664  | 17,9 |
| Democratici di Sinistra        | L’Ulivo                              | 7.390                                  | 9,0     |      |
| Il Girasole (FdV – SDI)        | L’Ulivo                              | 1.897                                  | 2,3     |      |
| Partito dei Comunisti Italiani | L’Ulivo                              | 919                                    | 1,1     |      |
| ↳ Gesamt                       | L’Ulivo                              | 24.870                                 | 30,4    |      |
|                                | Lista Di Pietro                      | Lista Di Pietro                        | 3.715   | 4,5  |
|                                | Partito della Rifondazione Comunista | Partito della Rifondazione Comunista   | 3.691   | 4,5  |
|                                | Lista Emma Bonino                    | Lista Emma Bonino                      | 2.561   | 3,1  |
|                                | Democrazia Europea                   | Democrazia Europea                     | 1.969   | 2,4  |
|                                | Partito Pensionati                   | Partito Pensionati                     | 1.624   | 2,0  |
|                                | Fiamma Tricolore                     | Fiamma Tricolore                       | 560     | 0,7  |
|                                | Basta! – I Liberaldemocratici        | Basta! – I Liberaldemocratici          | 76      | 0,1  |
|                                | Abolizione Scorporo                  | Abolizione Scorporo                    | 27      | 0,0  |
| Gesamt                         | Gesamt                               | Gesamt                                 | 81.719  | 100  |
|                                |                                      |                                        |         |      |
| Ungültige Stimmen              | Ungültige Stimmen                    | Ungültige Stimmen                      | 3.152   | 3,7  |
| Wähler                         | Wähler                               | Wähler                                 | 84.871  | 86,0 |
| Wahlberechtigte                | Wahlberechtigte                      | Wahlberechtigte                        | 98.633  |      |
|                                |                                      |                                        |         |      |
| Quelle: Innenministerium       |                                      |                                        |         |      |

## Von 2017 bis 2020

### Wahlkreisgebiet
Der Wahlkreis umfasste Gemeinden: 

### Wahlergebnisse

#### Parlamentswahl 2018
| Kandidaten               | Kandidaten                 | Stimmen | %    | Listen                              | Stimmen | %    |
| ------------------------ | -------------------------- | ------- | ---- | ----------------------------------- | ------- | ---- |
|                          | Stefano Benignigewählt     | 81.306  | 45,5 | Lega                                | 51.036  | 28,6 |
| Forza Italia             | Stefano Benignigewählt     | 81.306  | 45,5 | 21.284                              | 11,9    |      |
| Fratelli d’Italia        | Stefano Benignigewählt     | 81.306  | 45,5 | 7.742                               | 4,3     |      |
| Noi con l’Italia – UDC   | Stefano Benignigewählt     | 81.306  | 45,5 | 1.244                               | 0,7     |      |
|                          | Elena Carnevali            | 54.299  | 30,4 | Partito Democratico                 | 45.236  | 25,3 |
| +Europa                  | Elena Carnevali            | 54.299  | 30,4 | 6.846                               | 3,8     |      |
| Italia Europa Insieme    | Elena Carnevali            | 54.299  | 30,4 | 1.350                               | 0,8     |      |
| Civica Popolare          | Elena Carnevali            | 54.299  | 30,4 | 867                                 | 0,5     |      |
|                          | Guia Termini               | 31.127  | 17,4 | Movimento 5 Stelle                  | 31.127  | 17,4 |
|                          | Nicola Cremaschi           | 5.336   | 3,0  | Liberi e Uguali                     | 5.336   | 3,0  |
|                          | Michele Cremaschi          | 2.299   | 1,3  | Potere al Popolo!                   | 2.299   | 1,3  |
|                          | Roberto Todisco            | 1.492   | 0,8  | CasaPound Italia                    | 1.492   | 0,8  |
|                          | Maurizio Massimo Del Passo | 1.298   | 0,7  | Il Popolo della Famiglia            | 1.298   | 0,7  |
|                          | Silvano Colombo            | 671     | 0,4  | Italia agli Italiani (FT – FN)      | 671     | 0,4  |
|                          | Lucia Rocchi               | 508     | 0,3  | Grande Nord                         | 508     | 0,3  |
|                          | Guido Politi               | 164     | 0,1  | Partito Repubblicano Italiano – ALA | 164     | 0,1  |
| Gesamt                   | Gesamt                     | 178.500 | 100  |                                     | 178.500 | 100  |
|                          |                            |         |      |                                     |         |      |
| Ungültige Stimmen        | Ungültige Stimmen          | 4.997   | 2,7  |                                     |         |      |
| Wähler                   | Wähler                     | 183.497 | 80,3 |                                     |         |      |
| Wahlberechtigte          | Wahlberechtigte            | 228.419 |      |                                     |         |      |
|                          |                            |         |      |                                     |         |      |
| Quelle: Innenministerium |                            |         |      |                                     |         |      |

## Seit 2020

### Wahlkreisgebiet
| Wahlkreise – Camera dei deputati – Lombardei | Wahlkreise – Camera dei deputati – Lombardei | Wahlkreise – Camera dei deputati – Lombardei |
| Provinz                                      | Provinz                                      | Gemeinden nach Provinzen ⮞ Wahlkreis |
| -------------------------------------------- | -------------------------------------------- | --- |
|                                              | Metropolitanstadt Mailand (133 Gemeinden)    | ↳ Lombardei 1: Teil Mailands ⮞ Wahlkreis Mailand – Bande Nere Teil Mailands ⮞ Wahlkreis Mailand – Buenos Aires – Venezia Teil Mailands ⮞ Wahlkreis Mailand – Loreto 40 ⮞ Wahlkreis Rozzano 31 ⮞ Wahlkreis Legnano 33 ⮞ Wahlkreis Cologno Monzese 17 ⮞ Wahlkreis Sesto San Giovanni ↳ Lombardei 4: 11 ⮞ Wahlkreis Lodi |
|                                              | Provinz Bergamo (243 Gemeinden)              | ↳ Lombardei 2: 36 ⮞ Wahlkreis Lecco ↳ Lombardei 3: 117 ⮞ Wahlkreis Bergamo 90 ⮞ Wahlkreis Treviglio |
|                                              | Provinz Brescia (205 Gemeinden)              | ↳ Lombardei 3: 37 ⮞ Wahlkreis Brescia 46 ⮞ Wahlkreis Desenzano del Garda 112 ⮞ Wahlkreis Lumezzane ↳ Lombardei 4: 10 ⮞ Wahlkreis Cremona |
|                                              | Provinz Como (148 Gemeinden)                 | 66 ⮞ Wahlkreis Como 82 ⮞ Wahlkreis Sondrio |
|                                              | Provinz Cremona (113 Gemeinden)              | alle ⮞ Wahlkreis Cremona |
|                                              | Provinz Lecco (84 Gemeinden)                 | alle ⮞ Wahlkreis Lecco |
|                                              | Provinz Lodi (60 Gemeinden)                  | alle ⮞ Wahlkreis Lodi |
|                                              | Provinz Mantua (64 Gemeinden)                | alle ⮞ Wahlkreis Mantua |
|                                              | Provinz Monza und Brianza (55 Gemeinden)     | 30 ⮞ Wahlkreis Monza 25 ⮞ Wahlkreis Seregno |
|                                              | Provinz Pavia (186 Gemeinden)                | 157 ⮞ Wahlkreis Pavia 29 ⮞ Wahlkreis Lodi |
|                                              | Provinz Sondrio (77 Gemeinden)               | alle ⮞ Wahlkreis Sondrio |
|                                              | Provinz Varese (138 Gemeinden)               | 101 ⮞ Wahlkreis Varese 37 ⮞ Wahlkreis Busto Arsizio |

Der Wahlkreis umfasst 117 Gemeinden der Provinz Bergamo.

### Wahlergebnisse

#### Parlamentswahl 2022
| Kandidaten                          | Kandidaten              | Stimmen | %    | Listen                                                  | Stimmen | %    |
| ----------------------------------- | ----------------------- | ------- | ---- | ------------------------------------------------------- | ------- | ---- |
|                                     | Rebecca Frassinigewählt | 141.442 | 53,0 | Fratelli d’Italia                                       | 79.343  | 29,7 |
| Lega per Salvini Premier            | Rebecca Frassinigewählt | 141.442 | 53,0 | 40.975                                                  | 15,3    |      |
| Forza Italia                        | Rebecca Frassinigewählt | 141.442 | 53,0 | 19.196                                                  | 7,2     |      |
| Noi Moderati                        | Rebecca Frassinigewählt | 141.442 | 53,0 | 1.928                                                   | 0,7     |      |
|                                     | Valentina Ceruti        | 68.289  | 25,6 | Partito Democratico – Italia Democratica e Progressista | 47.761  | 17,9 |
| Alleanza Verdi e Sinistra           | Valentina Ceruti        | 68.289  | 25,6 | 10.424                                                  | 3,9     |      |
| +Europa                             | Valentina Ceruti        | 68.289  | 25,6 | 9.319                                                   | 3,5     |      |
| Impegno Civico – Centro Democratico | Valentina Ceruti        | 68.289  | 25,6 | 785                                                     | 0,3     |      |
|                                     | Niccolò Carretta        | 30.546  | 11,4 | Azione – Italia Viva                                    | 30.546  | 11,4 |
|                                     | Jacopo Gnocchi          | 13.162  | 4,9  | Movimento 5 Stelle                                      | 13.162  | 4,9  |
|                                     | Consuelo Locati         | 4.378   | 1,6  | Italexit per l’Italia                                   | 4.378   | 1,6  |
|                                     | Laura Cattaneo          | 3.281   | 1,2  | Vita                                                    | 3.281   | 1,2  |
|                                     | Simone Santini          | 2.889   | 1,1  | Unione Popolare                                         | 2.889   | 1,1  |
|                                     | Paolo Emilio Bogni      | 2.693   | 1,0  | Italia Sovrana e Popolare                               | 2.693   | 1,0  |
|                                     | Eleonora Prandi         | 341     | 0,1  | Noi di Centro – Europeisti                              | 341     | 0,1  |
| Gesamt                              | Gesamt                  | 267.021 | 100  |                                                         | 267.021 | 100  |
|                                     |                         |         |      |                                                         |         |      |
| Ungültige Stimmen                   | Ungültige Stimmen       | 11.026  | 4,0  |                                                         |         |      |
| Wähler                              | Wähler                  | 278.047 | 74,0 |                                                         |         |      |
| Wahlberechtigte                     | Wahlberechtigte         | 375.564 |      |                                                         |         |      |
|                                     |                         |         |      |                                                         |         |      |
| Quelle: Innenministerium            |                         |         |      |                                                         |         |      |